# 65241 Seeley
65241 Seeley è un asteroide della fascia principale. Scoperto nel 2002, presenta un'orbita caratterizzata da un semiasse maggiore pari a 2,5757180 UA e da un'eccentricità di 0,1734257, inclinata di 8,43393° rispetto all'eclittica.